# Jochen Carow
Jochen Carow (10 februari 1944) is een voormalig voetballer uit Oost-Duitsland, die speelde als verdediger.

## Clubcarrière
Carow kwam zijn gehele loopbaan uit voor BFC Dynamo Berlin. In 1975 beëindigde hij zijn actieve carrière.

## Interlandcarrière
Carow kwam in totaal één keer (nul doelpunten) uit voor de nationale ploeg van Oost-Duitsland. Onder leiding van bondscoach Georg Buschner maakte hij zijn debuut op 31 mei 1972 in de vriendschappelijke wedstrijd tegen Uruguay (0-0) in Leipzig, net als middenvelder Jürgen Pommerenke (1. FC Magdeburg).